# Who Loves You (album dei The Four Seasons)
Who Loves You è il quattordicesimo album in studio della band statunitense Frankie Valli and The Four Seasons.
L'album ottenne un ampio successo commerciale venendo certificato disco d'oro nel Regno Unito. Il successo dell'album è dovuto anche alla presenza dei singoli December, 1963 (Oh, What a Night) e Who Loves You, i quali godettero di enorme popolarità.
L'album riportò in auge, dopo un lungo periodo di insuccessi, la band statunitense che nel frattempo aveva radicalmente modificato la propria formazione lasciando come unici membri fissi Bob Gaudio e Frankie Valli.

## Tracce
Lato A
1. "Silver Star" – 6:05
2. "Storybook Lovers" – 3:43
3. "Harmony, Perfect Harmony" – 4:46
4. "Who Loves You" – 4:22

Lato B
1. "Mystic Mr. Sam" – 4:23
2. "December, 1963 (Oh, What A Night)" – 3:36
3. "Slip Away" – 3:04
4. "Emily's (Salle De Danse)"